# 國井隆児
國井 隆児（くにい りゅうじ、1987年10月12日 - ）は日本の写真家・映像作家。
父は写真家・映画監督の井出情児。

## 略歴
神奈川県藤沢市出身。
2005年、湘南学園高等学校中退後、オーストラリアに渡豪。クイーンズランド州にあるCoomera Anglican College卒業。現地にて映像制作を学ぶ。
短編映画・ミュージックビデオを撮り続ける側ら、戦場カメラマンであるジェームズ・ナクトウェイの写真を見て、映像だけでなく動きのない写真という媒体でも人の心を動かすことができることに感銘を受け少年期から好きだった写真に再度没頭する。
2015年帰国。日本を拠点に活動中。

## 経歴

### 業績
- 2007年
  - Bananafish (短編映画:監督・脚本・編集)
    - Bond University Film & TV Award 2007 実験映画部門第2位

- 2013年
  - FLOWERS FOR HER (短編映画:監督・脚本・編集)
    - Asians on Film Festival 撮影監督賞選外佳作受賞[1]

- 2015年
  - Blind Man’s Mouse / Tom Price (ミュージックビデオ:監督・脚本・編集)
    - Nikon Photo Contest 2014－15 カテゴリーF 第3位[2]

- 2018年
  - Morning Routine (写真)
    - 江ノフェス2018 湘南フォトコンテスト　ネクストトライ賞

- 2020年
  - Calm (写真)
    - Shoot the Frame Awards[3] Finalist(5月度)

- 2021年
  - Let me look in your eyes (写真)
    - Monochrome Awards 2021[4] ポートレートカテゴリー選外佳作受賞
- 2025年
  - KISSSHOT ACEROLAORION HEARTUNDERBLADE (写真)
    - Shoot the Frame Awards[3] Finalist(1月度)

### 写真展
- 2015年
  - children of the sea (神奈川県藤沢市)
  - The Isolation（オーストラリア)

- 2016年
  - ISOLATED (大阪市中央区)
  - 5 Photographers' Portrait (大阪市淀川区)

- 2018年
  - Be Yourself (大阪市西区)

- 2019年
  - THE MOMENT of SILENCE (神奈川県藤沢市)

### その他作品
- 「Life」 / 曽我部洋士（2019、ミュージックビデオ:監督・脚本・編集）

- 写真集「MUCH TO SAY」(2022)[5]
- CERINA 1st 写真集「Dancing with the light」[6](2024)